# Edad Oscura
Se denomina Edad Oscura al periodo de la historia de Grecia que transcurre desde el colapso del mundo micénico (entre 1200-1100 a. C.) hasta la época arcaica griega (siglo VIII a. C.), caracterizado por la escasez de fuentes que hagan referencia, por lo cual es muy difícil la reconstrucción de las realidades históricas de este periodo.

## Causas
El hundimiento de la civilización micénica dio inicio a la Edad Oscura. Ante la problemática que ofrecen las escasas fuentes para esclarecer las causas de este hundimiento se han propuesto diversas posibles explicaciones. Modernamente se tiende a considerar que fue producto de varios fenómenos interrelacionados.

### Tesis tradicional
En el pasado se ha ofrecido la explicación de que las destrucciones de los centros micénicos fueron llevadas a cabo por los dorios, procedentes del norte de Grecia. Esta explicación se apoya en el estudio de los dialectos griegos de la época posterior así como en el mito del retorno de los Heráclidas.
En contra de esta tesis algunos historiadores, como Z. W. Rubinsohn, han señalado que la llegada de los dorios debió producirse dos siglos más tarde de las destrucciones mientras otros, como John Witch, argumentan que en la época micénica ya había hablantes del dialecto dorio. Tampoco hay evidencias arqueológicas de una cultura doria que hubiera suplantado la anterior.

### Tesis de los pueblos del mar
Se ha asociado el inicio de la Edad Oscura con una oleada de invasiones de los pueblos del mar a causa de la cercanía  cronológica aproximada de la destrucción de los palacios micénicos con las invasiones documentadas en Egipto de estos pueblos. Algunas inscripciones de tablillas de lineal B de época inmediatamente anterior a la destrucción del palacio de Pilos sugieren que en esta ciudad se esperaba un ataque procedente del mar. 
El origen de estas invasiones debe inscribirse en el contexto posterior a la caída del Imperio hitita que eliminó la fuente de estabilidad que había permitido la creación de redes de comercio a larga distancia y la prosperidad de las ciudades-estado del Levante durante la Edad del Bronce. 
Sin una potencia dominante capaz de grandes campañas de represalia, muchos pueblos nómadas o semi-nomádas fueron capaces de atacar a las poblaciones más civilizadas. 
Sin embargo nunca ha estado claro por qué tantos pueblos se pusieron en marcha a la vez y por qué súbitamente todos ellos obtuvieron una ventaja militar tan grande contra civilizaciones que llevaban siglos de hegemonía. Otros problemas de esta teoría son que en la mayor parte de las islas del Egeo no se aprecian señales de destrucción, así como la constatación de que numerosas destrucciones de Grecia continental tuvieron lugar lejos de la costa. 
Al parecer estos pueblos adoptaron una serie de armas nuevas (notablemente la espada larga y la jabalina) que les permitieron enfrentar con ventaja al arma por excelencia de las aristocracias que gobernaban las ciudades-estados: el carro con arqueros.

### Factores  internos
Se ha propuesto que la rivalidad entre los diversos palacios micénicos pudo ser la causa de la destrucción de los mismos, así como de la disminución de los recursos y de posibles revueltas civiles contra la aristocracia.    
Sin embargo, esta hipótesis por sí sola no consigue explicar el hecho, arqueológicamente constatado, de que fueron abandonados un número muy elevado de asentamientos menores. Por ello se ha propuesto que en el hundimiento también pudo incidir el agotamiento de los cultivos así como un empobrecimiento de una parte de población que pudo ser debido a una excesiva carga de impuestos y una gran exigencia de trabajo obligatorio.

### Causas naturales
No se puede descartar que un fuerte terremoto colaborara en el proceso de desintegración de la próspera unidad económica que alimentó las culturas de la época micénica.
Como consecuencia de la inestabilidad y las invasiones, la agricultura de tipo mediterráneo (frágil de por sí) colapsó, reduciéndose extraordinariamente la cantidad de población que podía mantener. Es posible que alguna variación climática y/o el agotamiento de terrenos agrícolas por causa de una previa sobreexplotación también coadyuvaran a la persistencia de la Edad Oscura durante cuatrocientos años. Este cambio climático no ha sido, sin embargo, suficientemente demostrado. 
También se han propuesto como causa factores patológicos como la generalización de algunas enfermedades, con base al estudio de restos de huesos de excavaciones en Lerna y Tirinto.

## División

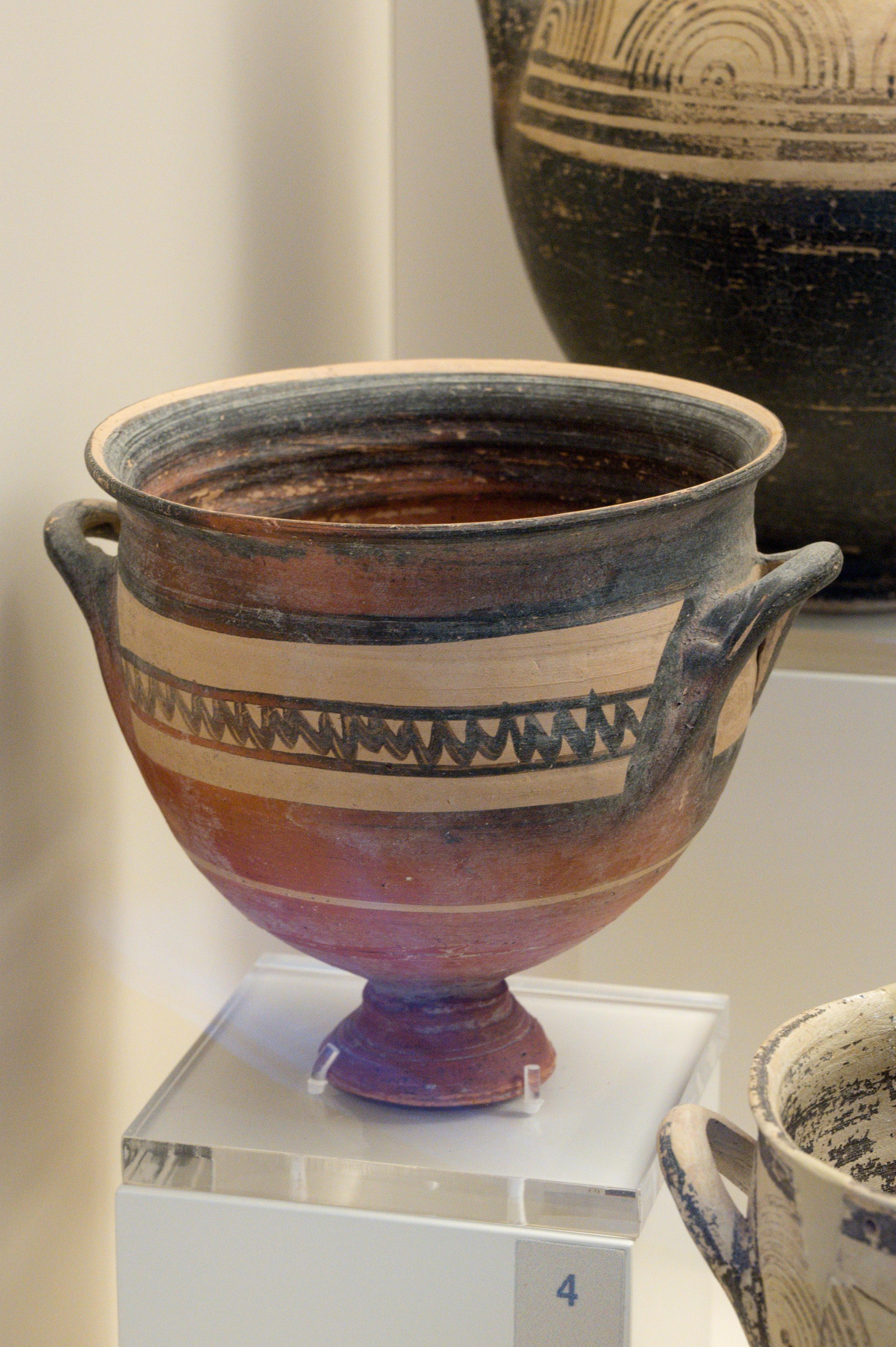
Esquifo del periodo submicénico. Museo Arqueológico de Nauplia.

En este periodo se ha establecido una subdivisión basada en la datación de estilos cerámicos predominantes en el Ática, que no siempre pueden extrapolarse con facilidad a otras regiones de Grecia. Se trata, pues, de fases arqueológicas, que marcan una evolución no idéntica en distintas áreas de la Hélade, pero que se emplean por consenso como un modo conveniente de clasificación general.

### Periodo submicénico
Durante el periodo submicénico se constata un repertorio tipológico reducido como una evolución del estilo granero micénico, con una decoración simple de líneas horizontales onduladas, verticales, triángulos o semicírculos hechos a mano. Se trata de motivos oscuros sobre fondo claro.

### Periodo protogeométrico

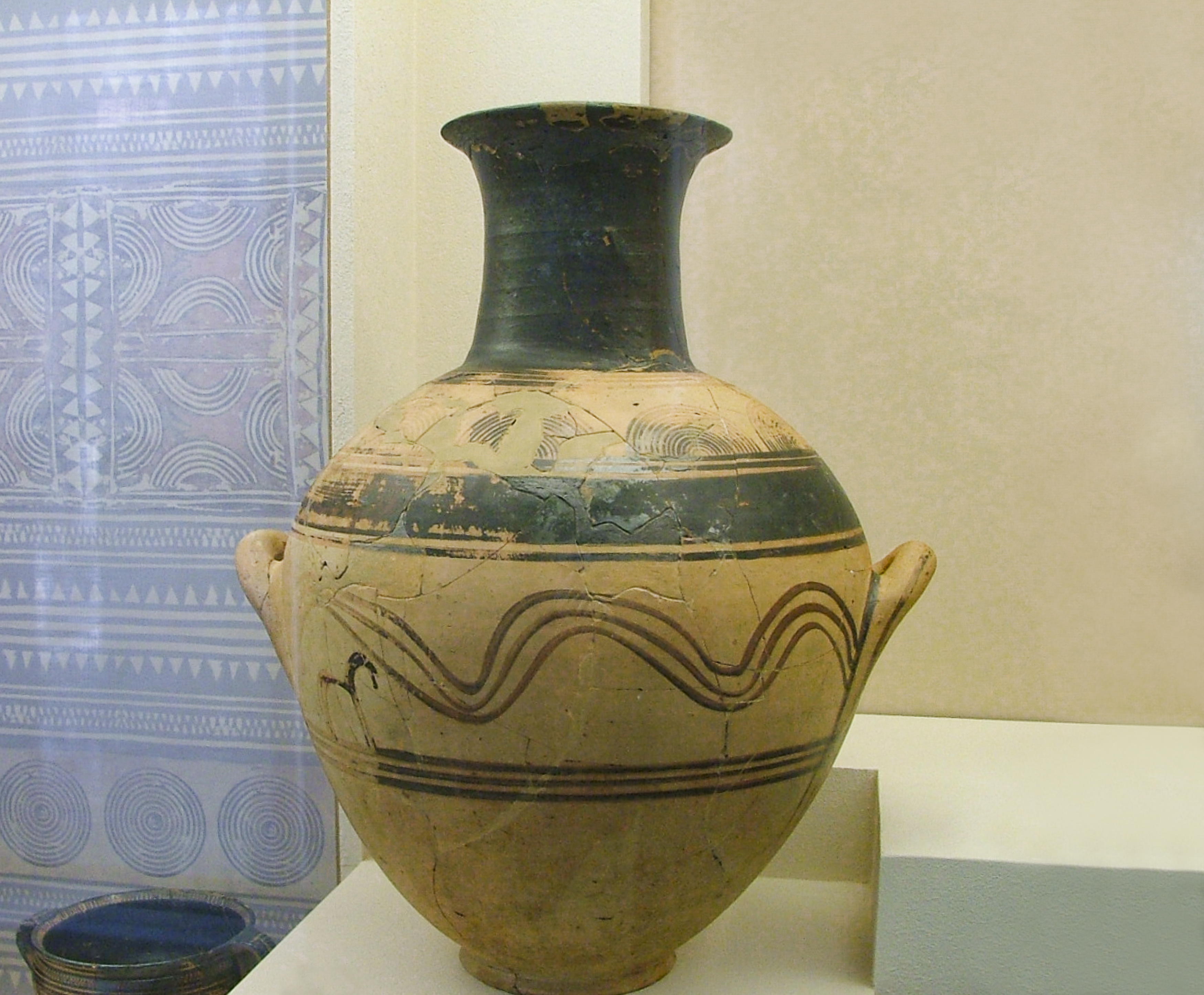
Ánfora protogeométrica. Atenas, Museo Arqueológico del Cerámico.

El periodo protogeométrico cubre aproximadamente una cronología comprendida entre el 1050 y el 900 a. C. Se produce un gran avance en la cerámica gracias a adelantos técnicos como la aparición del torno rápido y el uso del compás y el pincel múltiple así como el perfeccionamiento de los hornos. Hay una mejora en la calidad de la decantación y de los barnices.
Los motivos de la cerámica pasan a ser totalmente geométricos con predominio de líneas rectas paralelas. Los únicos motivos curvos que aparecen se realizan con el uso del compás. La parte principal de la decoración se sitúa en la franja central del recipiente.
Hacia el final de protogeométrico aparece una variante decorativa denominada estilo de Dípilon negro.

### Periodo geométrico

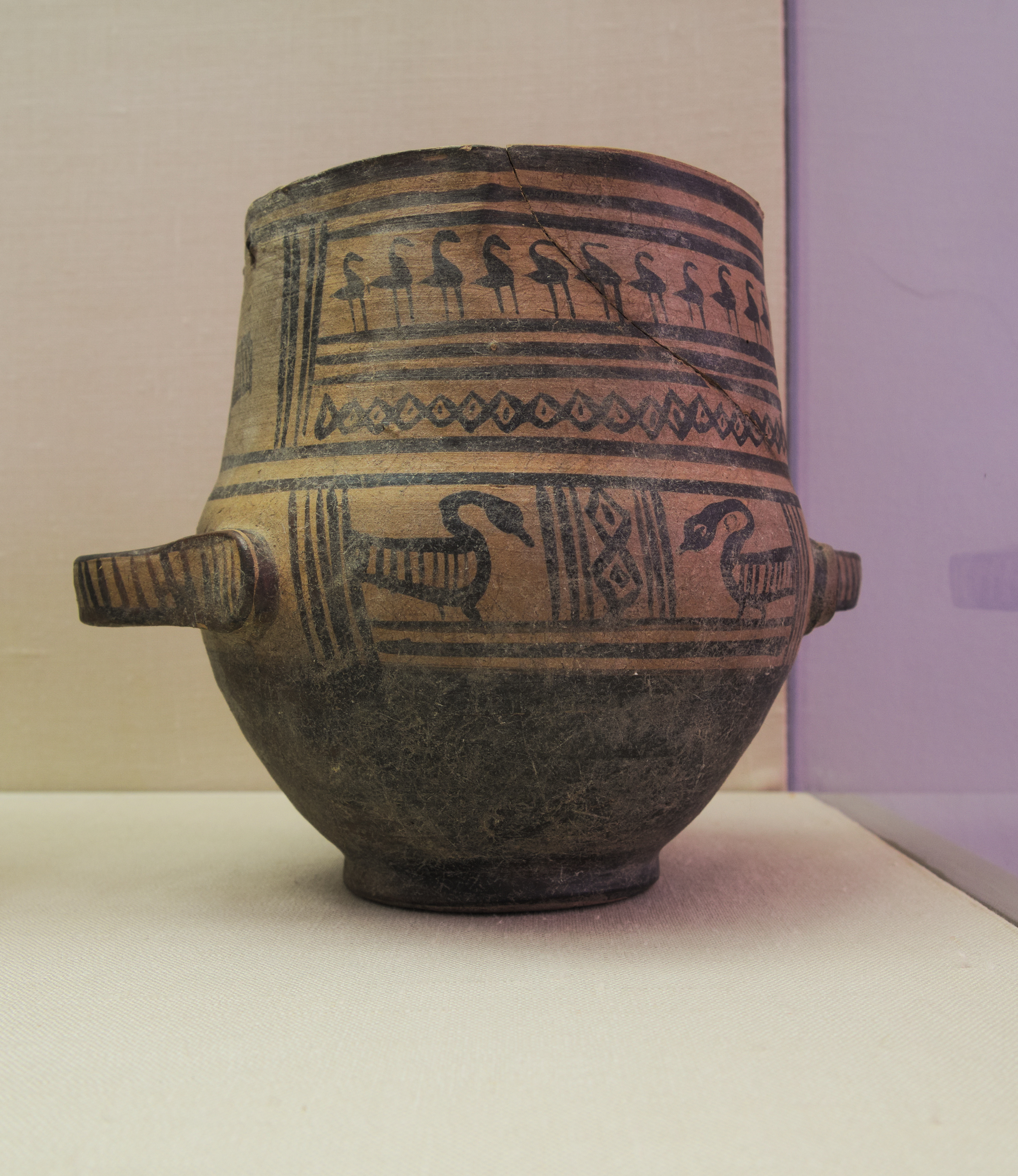
Pieza de cerámica del periodo geométrico conservada en el Museo Arqueológico de Calcis.

El estilo geométrico se da a partir del año 900 a. C. En una primera fase de este estilo predominan las partes negras en los vasos, que están poco decorados. No hay demasiadas novedades en las formas de las piezas, pero ya aparecen algunas como la enócoe de base plana. En una fase posterior aparecen nuevas formas de vasos y se cuida más la ornamentación, con novedades como círculos enlazados, meandros, líneas en zigzag y algunos animales estilizados. La fase de apogeo de este estilo tiene lugar a partir del 770 a. C., con grandes ánforas y cráteras decoradas mediante variados motivos geométricos entre los que aparecen también aniames y a veces la figura humana.
Los mejores ejemplos del arte protogeométrico y geométrico se encuentran en Atenas, en las necrópolis del Cerámico y del Dípilon.

## Rasgos característicos del periodo

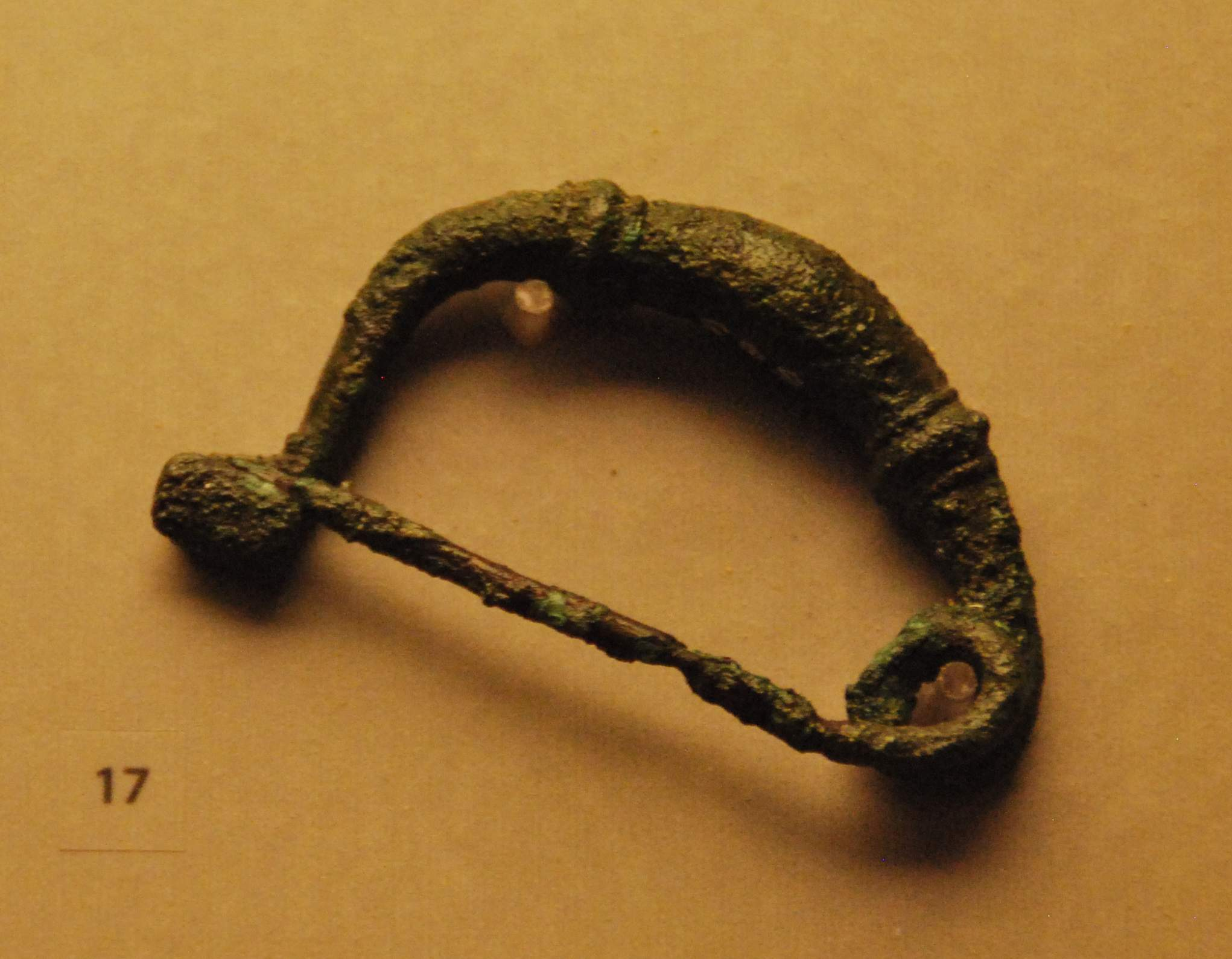
Fíbula «de arco de violín», en torno a los siglos -. Atenas, Museo de Arte Cicládico.

Los historiadores consideran que la Edad Oscura fue una época caracterizada por migraciones de población, reducción del número de asentamientos, empobrecimiento cultural y aislamiento del exterior, pero a la vez se fueron creando las condiciones para que a partir del siglo VIII a. C., el mundo helénico experimentara una recuperación en todos los niveles, tanto en el económico como en el demográfico y en el cultural. 
Pese a que en la época del submicénico algunos asentamientos de la época micénica permanecieron ocupados, se redujo de manera importante su número, especialmente en algunas regiones como Mesenia y Laconia. Es posible que otras regiones, como las islas del Egeo, Acaya y el Ática, acogieran al principio de la Edad Oscura refugiados procedentes de los lugares que habían sufrido destrucciones, pero incluso en el Ática la afluencia de migrantes no supuso un aumento de asentamientos, sino que estos quedaron reducidos aproximadamente a la mitad de los constatados en la época micénica. Se estima que la diferenciación de los dialectos de la lengua griega fue una de las consecuencias de los movimientos de población que tuvieron lugar durante la Edad Oscura.
En lo que respecta al empobrecimiento cultural, se constata sobre todo por la desaparición de la escritura y la escasez de manifestaciones artísticas, entre las que solo son relativamente bien conocidos los estilos de cerámica. Una excepción es el heroon de Lefkandi, un edificio del siglo X a. C. de la isla de Eubea, donde además se encontró un rico ajuar funerario.
Se produjo una drástica reducción del comercio exterior, aunque algunas zonas, como Eubea, el Ática y Creta, pudieron tener intercambios con el exterior a través de pequeños circuitos comerciales. La dificultad para obtener estaño y cobre para la producción del bronce fue uno de los factores que impulsó la progresiva introducción de la tecnología del hierro en este periodo. Otras novedades fueron la aparición de la fíbula «de arco de violín» y, en el ámbito de los usos funerarios, la práctica de la incineración en cista.
Con respecto a la situación política y social, los genos o comunidades familiares eran inicialmente la institución más destacada, en la que sus integrantes vivían bajo un control patriarcal, con unas reglas de derecho privado y observando unos deberes religiosos. A medida que la población iba aumentando, fue disminuyendo el papel de los genos para dar paso a fratrías, tribus y posteriormente a las ciudades. Por otra parte, se cree que la realeza presente en el mundo micénico se fue progresivamente debilitando hasta desaparecer o quedar reducida a una institución residual, lo que dio paso al establecimiento de un poder político dominado por oligarquías y por tanto al fortalecimiento de la aristocracia, que controlaba además buena parte de los medios de producción.
| Predecesor: Civilización micénica | Edad Oscura | Sucesor: Época Arcaica |